# 5440 Терао
5440 Терао (5440 Terao) — астероїд головного поясу, відкритий 16 квітня 1991 року.
Тіссеранів параметр щодо Юпітера — 3,670.
Названо на честь Терао (яп. てらお(寺尾) терао).